# Ibu Selatan
Ibu Selatan är ett distrikt i Indonesien.   Det ligger i provinsen Moluckerna, i den nordöstra delen av landet, 2 400 km öster om huvudstaden Jakarta.